# Ћирилометодијевистика
Ћирилометодијевистика је део славистике и истовремено је суштина славистике као интердисциплинарно развојно истраживање. Њен истраживачки предмет је живот и дјела Ћирила и Методија у свим својим савременим и научним димензијама, укључујући и оне ученика Климент у Охриду, а Наум до 893. године у Плиски и Преславу.
Главне истраживачке теме курса су појава и ширење глагољицом и ћирилицом.

## Портал
- Портал за кирилометодиевистика